# Zygaenoidea
De Zygaenoidea zijn een superfamilie van vlinders. De superfamilie telt 12 families en is in Europa vermoedelijk het bekendst vanwege de sint-jansvlinders.

## Families
- Dalceridae Dyar, 1898
- Epipyropidae Dyar, 1903
- Cyclotornidae Meyrick, 1912
- Heterogynidae Rambur, 1866
- Lacturidae Heppner, 1995
- Phaudidae Kirby, 1892
- Limacodidae Duponchel, 1845 - Slakrupsvlinders
- Megalopygidae Herrich-Schäffer, 1855
- Aididae Schaus, 1906
- Somabrachyidae Hampson, 1920
- Himantopteridae Rogenhofer, 1884
- Zygaenidae Latreille, 1809 - Bloeddrupjes